# Cockfosters (Metropolitano de Londres)
Cockfosters é uma estação do Metropolitano de Londres. Ela está localizada na Cockfosters Road (A111) aproximadamente nove milhas do centro de Londres e atende Cockfosters. Está na fronteira do borough londrino de Barnet e do borough londrino de Enfield. É o terminal norte da Piccadilly line e a próxima estação em direção ao sul é a Oakwood. A estação fica na Zona 5 do Travelcard.

## História
A estação foi inaugurada em 31 de julho de 1933, a última das estações na extensão da linha de Finsbury Park a fazê-lo e quatro meses após a estação Oakwood (então chamada Enfield West) ter sido inaugurada. Antes de sua inauguração, Trent Park e Cock Fosters (uma grafia antiga do nome da área) foram sugeridos como nomes alternativos para as estações. O tabuamento original local exibia o nome como uma única palavra.